# Drosophila nigrohydei
Drosophila nigrohydei este o specie de muște din genul Drosophila, familia Drosophilidae, descrisă de Patterson și Wheeler în anul 1942. Conform Catalogue of Life specia Drosophila nigrohydei nu are subspecii cunoscute.